# Zamek w Elminie
Zamek w Elminie, znany także jako Zamek Elmina oraz Zamek Św. Jerzego w Elminie (port. Castelo de São Jorge da Mina) – zamek i zespół fortyfikacji w Elminie, Regionie Centralnym w Ghanie. Wybudowany w latach 1482–1486 przez portugalskich kolonialistów jako osada handlowa (wtedy znana jako São Jorge da Mina), Zamek w Elminie jest najstarszą fortyfikacją europejskich kolonistów w Afryce Subsaharyjskiej. W 1637 fortyfikacja została zajęta przez Holendrów, którzy w 1642 zajęli całość portugalskiej kolonii na Złotym Wybrzeżu. Zamek, wraz z otaczającą osadą i portem, stanowił istotną rolę w transatlantyckim handlu niewolnikami, do czasu zniesienia niewolnictwa w Holandii w 1814 roku.
W 1872 roku zamek, wraz z innymi holenderskimi posiadłościami na Złotym Wybrzeżu znalazł się pod kontrolą Wielkiej Brytanii, która kontrolowała region do 1957 roku, kiedy Ghana uzyskała niepodległość.
Zamek w Elminie, wraz z innymi fortyfikacjami regionu, został wpisany na Listę Światowego Dziedzictwa UNESCO w 1979 roku ze względu na znaczenie obiektu w transatlantyckim handlu niewolnikami oraz rolę, którą odgrywał jako centrum handlu przed pojawieniem się kolonialistów.